# Die Reise nach Wien
Die Reise nach Wien ist ein Spielfilm des deutschen Regisseurs Edgar Reitz aus dem Jahr 1973.

## Handlung
In einem Dorf im Hunsrück im Jahr 1943: die blonde Toni und die brünette Marga, deren Männer an der Front sind, kämpfen sich durch den Kriegsalltag und träumen von kleinen und großen Fluchten. Ihr Städtchen im Hunsrück erstickt sie und sie plagt das vage Gefühl, dass ihr Sparbuch nach dem „Endsieg“ nicht mehr viel wert sein wird. Sie schlachten heimlich ein Schwein und umgarnen einen Jagdflieger, zu dessen Ehren ein Fest veranstaltet wird. Beim Ehrenfest für den Jagdflieger finden die Freundinnen eine Zigarrenkiste voller Geld. Spontan beschließen sie, ihre Abenteuerlust zu stillen und eine Reise nach Wien anzutreten. Auf ihrem Streifzug durch die fremde Großstadt erleben sie nichts als Enttäuschungen. Desillusioniert kehren die beiden Frauen in die Heimat zurück. Ein Ermittlungsverfahren wegen Schwarzschlachtung erwartet sie, doch die beiden Frauen wissen den zuständigen Ortsgruppenleiter so zu kompromittieren, dass er selbst in weit größere Schwierigkeiten gerät.

## Hintergrund
Die Entstehungsgeschichte von Die Reise nach Wien beruht auf einer persönlichen Geschichte aus der Familie des Regisseurs: „Bei der Beerdigung seines Vaters hat er mit seiner Mutter in alten Fotoalben geblättert. Dabei stolperte er über Bilder, die die Mutter mit einer Freundin im Jahr 1943 zeigen, todschick gekleidet vor dem Schloss Schönbrunn in Wien. Da stellte er sich die Frage, die er sich bisher nie gestellt hatte: Wer hat das Bild eigentlich gemacht? Das hat seine Fantasie in Gang gesetzt: Was haben diese Frauen aus dem kleinen Ort im Hunsrück eigentlich in Wien gemacht? Und wie kamen sie dorthin?“
1973 bekam der WDR bei der Ausstrahlung von Die Reise nach Wien „jedoch ein wenig Angst vor der eigenen Courage und hängte einen eigenen Schlusstitel an den Film, um sich für den Humor zu entschuldigen, schließlich seien doch damals ernsthaft Leute gestorben“.
Die damaligen Verantwortlichen der Verleih-Firma bestanden darauf, dass einzelne Szenen herausgeschnitten wurden. Die Schnee- und Traumsequenzen fielen damals der Zensur zum Opfer.

## Neuedition 2008
Als Edgar Reitz im Herbst 2006 die Anfrage eines italienischen Filmverleihs erhielt, der seine früheren Filme neu herausbringen wollte, musste er feststellen, dass die Filme nach fast 40 Jahren im Archiv in erbärmlichem Zustand waren. Edgar Reitz gab 2008 eine restaurierte Fassung des Films heraus, ohne den Schlusstitel, mit allen Szenen und in frischen Farben.

## Kritiken
Hanns-Georg Rodek schrieb in Die Welt:
„Der Reitz-Film, von dem die klarsten Wege in unsere Gegenwart führen, ist 'Die Reise nach Wien'. (…) Es ist eine Komödie aus der Nazi-Zeit, entstanden 1973, als das Dritte Reich im deutschen Kino kaum vorkam und wenn doch, dann bierernst. Das Wunderbare an der Reise ist, dass sie kein Bewältigungsfilm sein, sondern nur von zwei lebensfrohen jungen Frauen erzählen will – und uns nebenher ein viel besseres Gefühl für den Alltag im Dritten Reich vermittelt als zehn Guido Knopps“.
Für den Filmfestivalleiter Michael Kötz ist
„Die Reise nach Wien ein deutscher Autorenfilm einer zurückliegenden Epoche. Unverschämtheiten, Frechheiten und subversive Merkwürdigkeiten seien in der Geschichte versteckt, so dass man sie auch leicht übersehen könne. ‚Partisanenhaft‘ nennt er diese Taktik des Regisseurs. Der Film sei eine merkwürdige Mischung aus Genres. Es komme ihm so vor, als habe Edgar Reitz damit die Filmsprache nochmal neu erfunden“.

„Ein Film (…), der mit unterschiedlichem Gelingen ein aufschlüsselndes Zeit- und Menschenbild anstrebt“